# Aspid

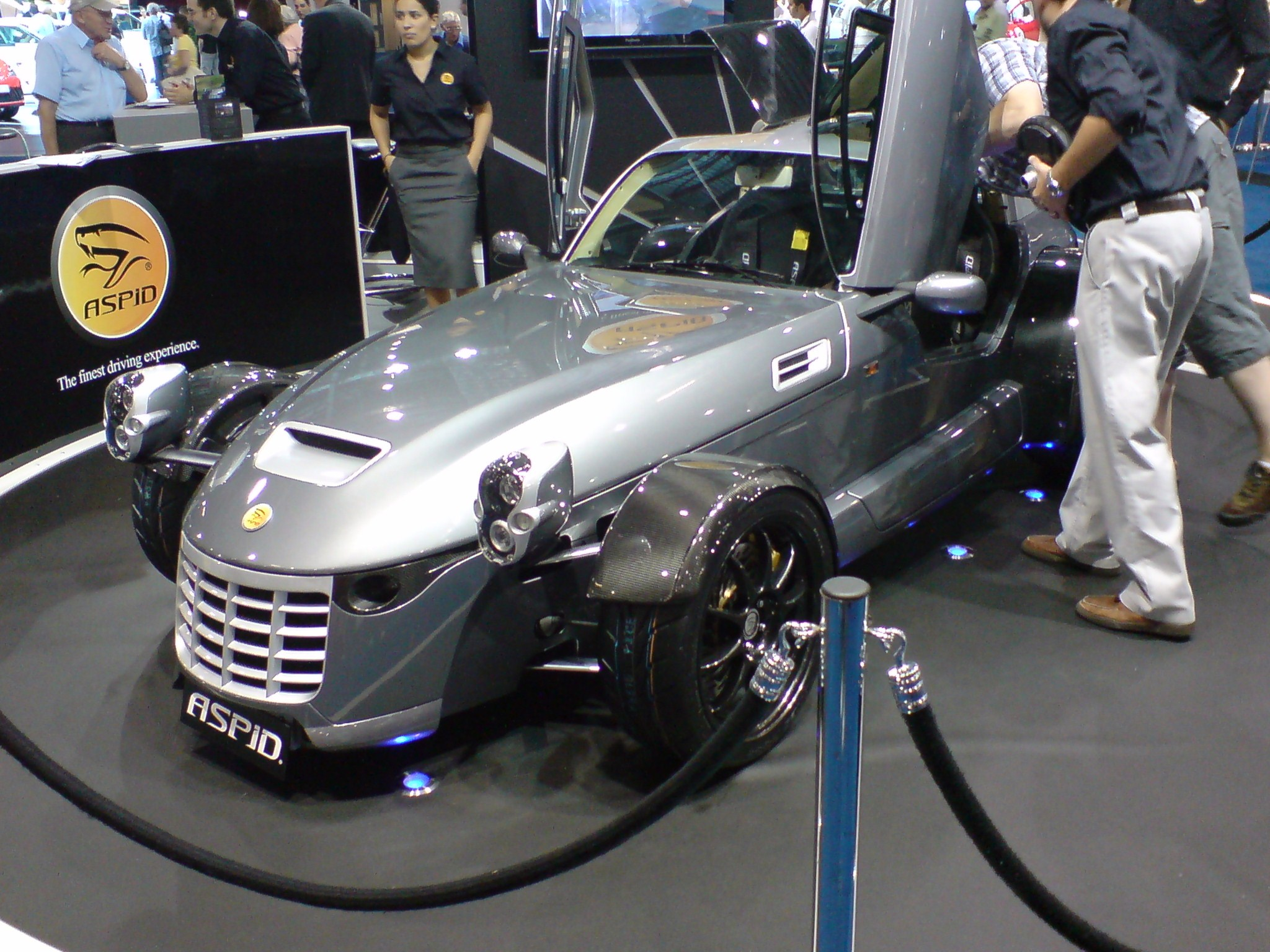
IFR Aspid SS

Aspid є торговою маркою IFR Automotive, S.L., іспанського виробника автомобілів. Компанія була заснована в 2003 році Ігнасіо Фернандесом Родрігесом.
Назва компанії походить від видів гадюки (víbora áspid), що знаходяться на півночі Іспанії, де заснована компанія.

## Див. Також
- GTA Motor